# Zoophthorus gigas
Zoophthorus gigas är en stekelart som först beskrevs av Léon Abel Provancher 1886.  Zoophthorus gigas ingår i släktet Zoophthorus och familjen brokparasitsteklar. Inga underarter finns listade i Catalogue of Life.